# Jacques Brassard
Pour les articles homonymes, voir Brassard (homonymie).
Jacques Brassard, né le 12 juin 1940 à Isle-Maligne, est un homme politique québécois. Il a été le député de Lac-Saint-Jean de 1976 à 2002 et plusieurs fois ministre dans les gouvernements du Parti québécois.

## Biographie
Natif de l'Isle-Maligne (aujourd'hui Alma), Jacques Brassard est le fils d'Almas Brassard, mécanicien, et d'Anita Maltais. Après ses études universitaires à l'Université de Sherbrooke et à l'Université de Montréal, Brassard devient diplômé en pédagogie, avec une spécialisation en histoire. Il devient enseignant en 1962, ayant obtenu un diplôme à l'Université de Montréal. Il exerce sa profession à Alma jusqu'en 1976.

### Vie politique
Il est élu député du Parti québécois (PQ), qui était sous la houlette de René Lévesque, dans la circonscription de Lac-Saint-Jean aux élections de 1976, puis il est réélu en 1981, en 1985, en 1989, en 1994 et en 1998. Pendant les années 1980, il est ministre des loisirs et il est membre de la commission Bélanger-Campeau lorsque le Québec était dirigé par Robert Bourassa, le chef du Parti libéral du Québec (PLQ).
Sous la gouverne de Lucien Bouchard au Parti québécois, Brassard est ministre des transports et ministre des ressources naturelles. Il s'oppose à Stéphane Dion aux affaires intergouvernementales.
Jacques Brassard démissionne de son poste de ministre et de député de la circonscription de Lac-Saint-Jean 29 janvier 2002 avec Guy Chevrette, tous deux insatisfaits du poste que leur proposait Bernard Landry dans le gouvernement.

### Carrière après la politique
De 2003 à 2009 il fut chroniqueur pour le journal Le Quotidien de Chicoutimi. Ses positions à droite et de nombreuses critiques répétées à l'endroit de Greenpeace (plus particulièrement Steven Guilbault) ont été source de discorde entre et lui-même et son employeur, journal le Quotidien, qui aurait préféré qu'il s'en tienne aux enjeux régionaux dans ses chroniques hebdomadaires.[réf. souhaitée]
En plus d'avoir exprimé son soutien à l'invasion militaire américaine en Irak, Brassard a aussi souvent critiqué les réflexes anti-Bush des Québécois dans ses chroniques politiques. Il est selon lui un «souverainiste catholique sioniste de droite»[réf. incomplète]
En mai 2005, afin de marquer son implication dans le domaine de l'industrie électrique au Québec, il reçoit le prix Jean-Jacques-Archambault.
En avril 2006, Brassard se range du côté du gouvernement de Jean Charest et des promoteurs immobiliers dans le dossier de la vente d'une section du parc national du Mont-Orford à des intérêts privés.
Jacques Brassard se joint au Journal de Québec comme chroniqueur le 13 janvier 2012.
Depuis 2012 il tient également un blog dans lequel il s'exprime sur la politique et d'autres sujets tels que l'environnement, où il défend une position climato-sceptique, et hostile aux environnementalistes,,. Dans un billet intitulé Le salutaire fiasco, il fait référence à l'échec du Sommet de Rio: « Je me bidonne de satisfaction! Comme c’est réjouissant de voir le clergé vert trépigner et hurler de rage devant les gesticulations grandiloquentes et les postures «poudre aux yeux» des chefs d’États de la Planète et des mandarins de l’ONU ».
Il s'implique dans l'Amicale des anciens parlementaires de l'Assemblée nationale du Québec en tant que vice-président en 2005 et 2006, président de 2006 à 2008 et président sortant de 2008 à 2011. 

### Auteur
Le 13 mars 2013, Jacques Brassard publie, aux éditions Accent Grave, un livre intitulé "Hérésies",.

## Citation
- « Comme tous les autres chefs avant lui, André Boisclair est condamné à gérer les dérapages d’une instance - le Conseil national - qui a toujours été plus radicale et plus gauchisante que le membership du parti. La situation est même pire maintenant, avec, au sein de l’instance, l’escadron aguerri des socialo-syndicalistes. Le chef aura besoin d’une garde rapprochée vigilante et clairvoyante. »[14].
- « Nous disposons de trois parcs nationaux, d'un parc marin, de six réserves écologiques et de quatorze écosystèmes forestiers exceptionnels, toutes des superficies affectées d'un très haut niveau de protection. J'affirme que c'est assez. Ça suffit ! » (23 mars 2005)
- « Il y a d'un côté, le fascisme islamiste et tous ceux qui le tolèrent par lâcheté ou par idéologie; et de l'autre, il y a, comme tout au long du XXe siècle, le camp de la liberté avec, heureusement, l'Amérique à sa tête » (18 novembre 2004)
- « Les opposants à la guerre en Irak sont une coalition incorporant l'univers médiatique, les intellectuels et stratèges de salon, les partis politiques, les pacifistes anti-américains et toute la nébuleuse de gauche. Sans oublier les communautés musulmanes de toutes origines »(2 août 2006)
- « Israël est un bastion avancé de l’Occident en terre ennemie. »(24 décembre 2010)
- « Par conséquent, tout observateur le moindrement attentif aux éructations de ces primates indignés conclurait vite qu’il est en face d’une irruption sur la place publique (les circonstances s’y prêtant) d’un conglomérat de faction d’activistes gauchistes : socialistes, communistes, alter mondialistes, écologistes, anarchistes…et casseurs en tout genre. »(18 octobre 2011, à propos du mouvement Occupy)
- « Tous les pays se sont ouverts à une immigration massive plus ou moins contrôlée. En France, c’est 200,000 qui arrivent chaque année. Et c’est sans compter les illégaux. Rendez-vous compte : en cinq ans, c’est un million qui débarque. Et tous ces pays se sont englués dans le multiculturalisme. Avec comme conséquence, le communautarisme, c’est-à-dire des communautés culturelles, ethnico-religieuses, repliées sur elles-mêmes. Ce qui signifie également des millions de personnes vivant dans des zones de non-droit assujetties aux prêcheurs islamistes et aux gangs organisés, les deux haïssant leur société d’accueil. » (11 décembre 2012, Journal de Québec)